# Marmozets
Marmozets to angielski zespół rockowy, pochodzący z Bingley w West Yorkshire. Został założony w 2007 roku i w jego skład wchodzą Rebecca 'Becca' Macintyre (wokal), Jack Bottomley (gitara), Sam Macintyre (gitara/wokal), Will Bottomley (bas, wokal) i Josh Macintyre (perkusja). Marmozets podpisali kontrakt z Roadrunner Records w październiku 2013 roku, a następnie wydali swój debiutancki album 29 września 2014 roku.

## Biografia
Zespół został założony przez dwa rodzeństwa jeszcze w czasach szkolnych i występuje na żywo od 2007 roku, spotykając się z szeroko pojętym uznaniem, które zawdzięczają swoim chaotycznym koncertom, pomimo swojego młodego wieku. Początkowo zespół nazywał się The Marmozets i w 2009 roku wydał pod tą nazwą jedną EP-kę zatytułowaną "Out Of My Control". Niedługo potem nazwę zredukowano do samego Marmozets.
Marmozets dzielili scenę z takimi zespołami jak Young Guns, Funeral for a Friend, Gallows, Hyro Da Hero, The Used, Four Year Strong i Muse. Występowali na Glastonbury Festival, Download Festival, Reading and Leeds, Slam Dunk Festival, 2000 Trees i Y Not Festival.
Marmozets wyjechali w swoją pierwszą trasę po Wielkiej Brytanii, na której byli headlinem we wrześniu 2013 roku.
Wydali swoją pierwszą EP-kę Passive Agressive w 2011 roku, a następnie Vexed w 2012 roku.
Wytwórnia muzyczna Gallows Venn Records wydała w 2012 roku pierwszy singiel Marmozets "Good Days". W 2013 roku przed dołączeniem do Roadrunner Records zespół sam wydał swój drugi singiel "Born Young and Free". Następnie pod patronatem wytwórni wydał singiel "Move Shake Hide". Oba single zostały wysoko ocenione przez BBC Radio 1 i DJ-ów Zane Lowe, Daniela P Cartera i Huw Stephensa. 17 marca 2014 roku zespół wydał kolejny singiel "Why Do You Hate Me?".
Zespół był nominowany do Best British Newcomer podczas gali Kerrang! Awards w 2013 roku oraz został wybrany jako Best New UK Band przez magazyn Big Cheese. Wraz z przygotowaniami do wydania albumu, zespół grał na żywo, oprócz wydanych wcześniej singli, niewydane jeszcze utwory, które miały być zawarte na nadchodzącym albumie. Utworami tymi były "Is It Horrible", "Cover Up", "Hit the Wave", "Particle" i "Vibe Tech".
W marcu 2015 roku ogłoszono, że Marmozets ruszają w trasę z Muse, jako ich support na 2015 UK Psycho Tour.
W styczniu 2017 roku Sam Macintyre ogłosił na swoim twitterze, że zespół zakończył pracę nad drugim albumem.

## Muzycy

### Obecni członkowie
- Rebecca 'Becca' Macintyre – wokal prowadzący
- Jack Bottomley – gitara prowadząca
- Sam Macintyre – gitara rytmiczna, wokal wspierający
- Will Bottomley – gitara basowa, wokal wspierający
- Josh Macintyre – perkusja

### Byli członkowie
- Joe Doherty – gitara

## Dyskografia

### Albumy studyjne
| Rok  | Nazwa albumu                      | Szczegóły                                                             | Pozycja na listach muzycznych w UK |
| ---- | --------------------------------- | --------------------------------------------------------------------- | ---------------------------------- |
| 2014 | The Weird and Wonderful Marmozets | - Został wydany 29 września 2014 roku - Wytwórnia: Roadrunner Records | 25                                 |
| 2018 | Knowing What You Know Now         | - Został wydany 26 stycznia 2018 roku - Wytwórnia: Roadrunner Records | 23                                 |

### Ep-ki
| Rok  | Nazwa             | Szczegóły                                                    |
| ---- | ----------------- | ------------------------------------------------------------ |
| 2009 | Out Of My Control | - Została wydana 19 sierpnia 2009 roku                       |
| 2011 | Passive Agressive | - Została wydana 1 listopada 2011 roku                       |
| 2012 | Vexed             | - Została wydana 2 czerwca 2012 roku                         |
| 2014 | Marmozets         | - Została wydana 4 czerwca 2014 roku - Wytwórnia: Roadrunner |

### Single
| Rok  | Nazwa               | Szczegóły                                                         |
| ---- | ------------------- | ----------------------------------------------------------------- |
| 2012 | Good Days           | - Został wydany 5 listopada 2012 roku - Wytwórnia: Venn Records   |
| 2013 | Born Young and Free | - Został wydany 10 maja 2013 roku - Wytwórnia: –                  |
| 2013 | Move Shake Hide     | - Został wydany 18 listopada 2013 roku                            |
| 2014 | Why Do You Hate Me? | - Został wydany 17 kwietnia 2014 roku - Wytwórnia: Roadrunner     |
| 2014 | Captivate You       | - Został wydany 4 czerwca 2014 roku - Wytwórnia: Roadrunner       |
| 2017 | Play                | - Został wydany 21 sierpnia 2017 roku - Wytwórnia: Roadrunner     |
| 2017 | Habits              | - Został wydany 11 października 2017 roku - Wytwórnia: Roadrunner |
| 2017 | Major System Error  | - Został wydany 11 grudnia 2017 roku - Wytwórnia: Roadruunner     |

### Teledyski
| Rok  | Utwór               |
| ---- | ------------------- |
| 2011 | Lives               |
| 2012 | Onemanwolfpack      |
| 2012 | Good Days           |
| 2013 | Move Shake Hide     |
| 2014 | Why Do You Hate Me  |
| 2014 | Captivate You       |
| 2014 | Born Young and Free |